# Triumf człowieka pospolitego
Triumf człowieka pospolitego – książka Ryszarda Legutki wydana 2012 nakładem wydawnictwa Zysk i S-ka. Esej poświęcony jest analizie podobieństw między liberalną demokracją a komunizmem i socjalizmem.

## Zagraniczne wydania
- W 2016 w USA ukazał się angielski przekład tej publikacji[2], pod tytułem  The Demon in Democracy: Totalitarian Temptations in Free Societies, Encounter Books, Nowy Jork.
- W 2017 książka ukazała się w języku niemieckim Dämon der Demokratie - Totalitäre Strömungen in liberalen Gesellschaften nakładem Karolinger Verlag, Wiedeń[3].
- W języku czeskim Triumf průměrného člověka, nakładem wydawnictwa Centrum pro studium demokracie a kultury, Brno[4].
- Rumuńskie wydanie: Triumful omului de rând, Casa Cărții de Știința, Kluż-Napoka 2017[5].
- Chorwackie wydanie: Demon u demokraciji, Verbum 2019[6]
- Francuskie wydanie: Le diable dans la démocratie, 2021[7]